# Adam's Rib (pel·lícula de 1923)
Adam’s Rib és una pel·lícula muda de la Paramount dirigida per Cecil B. DeMille i protagonitzada per Anna Q. Nilsson i Milton Sills. La pel·lícula, basada en un guió de Jeanie MacPherson, es va estrenar el 10 de març del 1923.

## Argument
El senyor Ramsay és un broker de la borsa de Chicago especialitzat en especular amb blat que és fora de casa tot el dia. La seva dona se sent abandonada i ni la seva filla Mathilda li fa cas. Un coneix i s'enamora de Monsieur Jaromir, el rei deposat de Morània. Mathilda se n'adona i tot i que està enamorada del professor Reade intenta salvar el matrimoni dels seus pares atraient el rei. Com a conseqüència es troba en una situació compromesa que fa que Reade trenqui amb ella. Mentrestant, Mr. Ramsay signa un contracte per comprar el blat de Morania si el rei es restituït al tron. La senyora Ramsay s'adona de la impropietat de la seva conducta i torna amb el seu marit. Reade s'assabenta de la veritat i es reconcilia amb Mathilda. Jaromir torna al seu país a ser el rei de nou i la pobre collita de blat nord-americana fa que Ramsay esdevingui un home ric. A la pel·lícula, una història similar es desenvolupa en un entorn prehistòric.

## Repartiment
- Milton Sills (Michael Ramsay)
- Elliott Dexter (professor Nathan Reade)
- Theodore Kosloff (Monsieur Joromir, rei de Moravia)
- Anna Q. Nilsson (esposa de Michael Ramsay)
- Julia Faye (noia entremaliada)
- Pauline Garon (Mathilda Ramsay)
- Clarence Geldart (James Kilkenna)
- Robert Brower (Hugo Kermaier)
- Forrest Robinson (Kramer)
- Gino Corrado (tinent Braschek)
- Wedgwood Nowell (secretari del ministre)
- Clarence Burton (home de les cavernes)
- George Field (ministre de Moravia)
- William Boyd (no surt als crèdits)